# Васил Живков
Васил Георгиев Живков е български режисьор и сценарист.

## Биография и творчество
Роден е на 31 октомври 1948 г. в град София. Завършва ВГИК, Москва, специалност кинорежисура. От 1974 до 1991 г. работи като режисьор в Студия за телевизионни филми „Екран“ в София. Сценарист и режисьор е на повече от 20 документални филма. Някои от тях са „спрени“ по „идеологически причини“ и излизат на екран едва след политическите промени през 1989 г.
През 1988 г. е един от съоснователите на Клуба за гласност и демокрация с председател д-р Жельо Желев.
От 1991 до 1998 г. е директор на Българска национална филмотека, а от 1998 до 2001 г. е директор на Българския културен институт в Москва.
Член е на Съюза на българските филмови дейци от 1978 г., на Асоциацията на българските кинорежисьори от 2005 г., на Европейската филмова академия от 2007 г.
Носител на орден „Кирил и Методий“ I степен

## Награди
- Специална награда на журито от Фестивала в Карлови Вари, 2006 за филма „Обърната елха“
- Голяма награда за младо източноевропейско кино на Филмовия фестивал в Котбус, Германия за филма „Обърната елха“
- Кристален глобус от Филмовия фестивал в Карлови Вари, 2006 за филма „Обърната елха“
- „Златен ритон“ за най-добър документален филм, Пловдив 1989 за филма „Благополучен случай“
- Награда за режисьорски дебют и награда за най-добър документален филм, 1975 за филма „Шешкинград“

## Филмография

### Като режисьор
- Опит за биография на лицето „Х“ (2015)
- Обърната елха (2006) – (заедно с Иван Черкелов)
- Благополучен случай (1989)[1]
- Интелигенция и преустройство (1987)
- Чиста и приветлива столица (1985)
- Първите 20 години (1984)
- По розобер (1983)
- Дни в Жеравна (1982)
- Там край реката (1980)
- След делото (1979)
- Шешкинград (1974)
- Стъргалото (1972)

### Като сценарист
- Обърната елха (2006) – (заедно с Иван Черкелов)
- Благополучен случай (1987)
- Чиста и приветлива столица (1985)
- Дни в Жеравна (1982)
- Там край реката (1980)
- Стъргалото (1972) и др.